# 奥林匹克谷
奥林匹克谷（英語：Olympic Valley）是位於美國加利福尼亞州普萊瑟縣的一個非建制地區。該地的面積和人口皆未知。

## 地理
斯闊谷的座標為39°11′26″N 120°23′31″W / 39.19056°N 120.39194°W，而該地的平均海拔高度為885米（即2904英尺）。